# گنگ (۱۸۶۱)
گنگ (۱۸۶۱) (به انگلیسی: Ganges (1861)) یک کشتی است که طول آن ۱۹۲ فوت (۵۹ متر) می‌باشد. این کشتی در سال ۱۸۶۱ ساخته شد.